# NGTS-1b

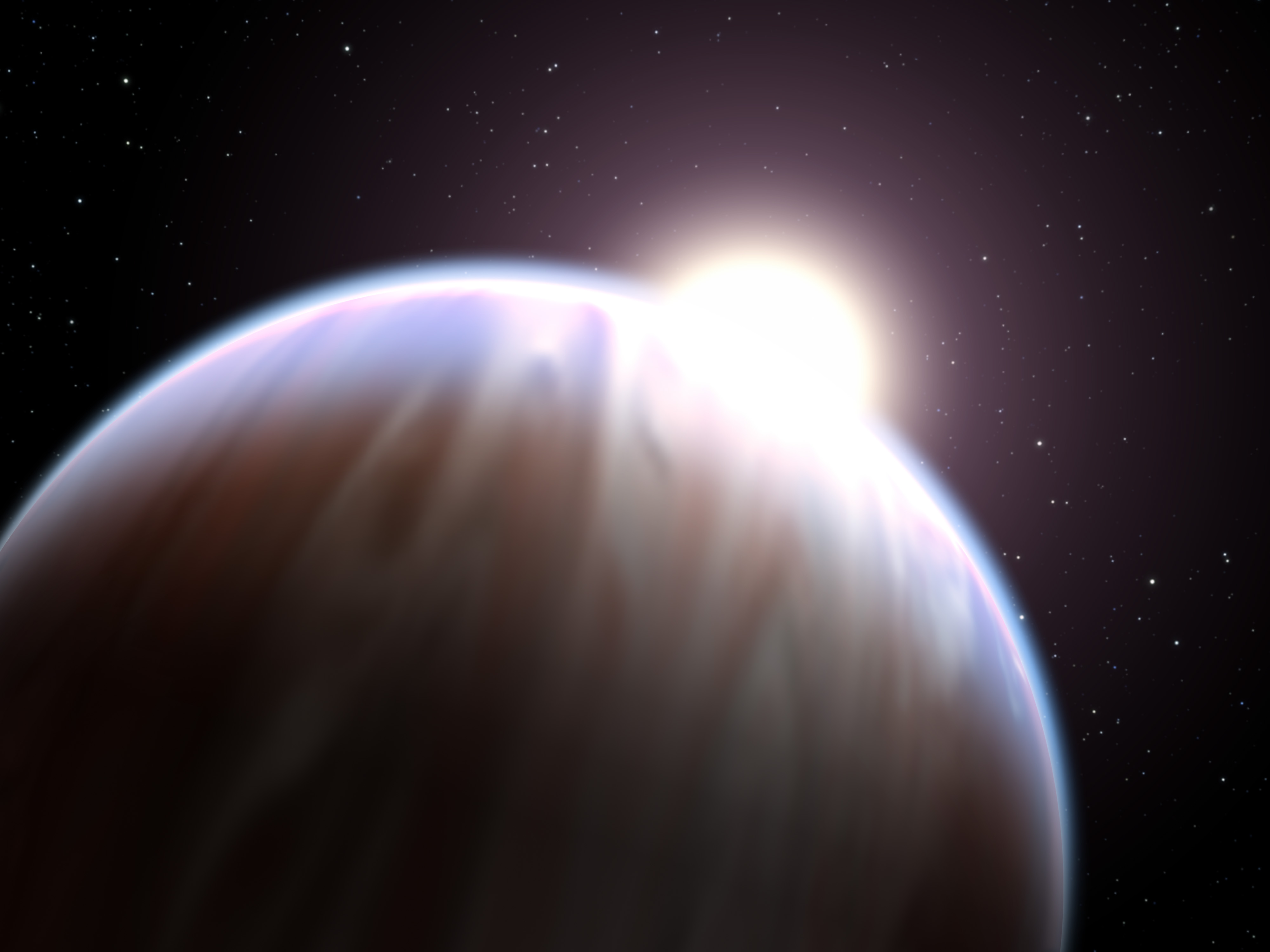
NGTS-1b

NGTS-1b는 뜨거운 목성 크기의 외계 행성으로, NGTS-1 궤도를 돌고 있다. 지금까지 발견된 행성들 중 가장 크다. NGTS-1 체계는 비둘기자리에 위치해 있으며, 지구에서 약 600광년 떨어진 지점에 있다.
이 행성의 특이한 점은 NGT-1b로 명명된 이 행성이 태양의 절반 정도의 질량을 돌고 있다는 것이다. NGT-1b는 986도의 뜨거운 가스로 주로 이뤄져 있다. 또 중심 별인 NGTS-1으로부터 약 4561만km 떨어져 있다. 이는 태양과 지구 간의 거리가 1억 4900억km에 비하면 매우 가까운 것이다.